# Lazare Gianessi
Lazare Gianessi (ur. 9 listopada 1925 w Aniche, zm. 11 sierpnia 2009 w Concarneau) – francuski piłkarz grający na pozycji obrońcy. W swojej karierze rozegrał 14 meczów w reprezentacji Francji.

## Kariera klubowa
Karierę piłkarską Gianessi rozpoczął w klubie CS Avion. Następnie podjął treningi w RC Lens. W sezonie 1945/1946 zadebiutował w nim w pierwszej lidze francuskiej. W 1946 roku odszedł do drugoligowego Olympique Saint-Quentin, w którym występował do 1949 roku. Wtedy też ponownie zaczął grać w pierwszej lidze stając się zawodnikiem klubu CO Roubaix-Tourcoing. W Roubaix spędził 4 lata.
W 1953 roku Gianessi przeszedł do AS Monaco i grał w nim do 1955 roku. Od 1955 do 1958 roku pozostawał bez przynależności klubowej. Następnie został piłkarzem RC Lens, w którym występował w sezonie 1958/1959. W 1959 roku wrócił do CO Roubaix-Tourcoing i w 1960 roku zakończył w nim swoją karierę.
| Sezon   | Klub                    | Kraj    | Rozgrywki  | Mecze | Bramki |
| ------- | ----------------------- | ------- | ---------- | ----- | ------ |
| 1945/46 | RC Lens                 | Francja | Division 1 | ?     | ?      |
| 1946/47 | Olympique Saint-Quentin | Francja | Division 2 | ?     | ?      |
| 1947/48 | Olympique Saint-Quentin | Francja | Division 2 | ?     | ?      |
| 1948/49 | Olympique Saint-Quentin | Francja | Division 2 | ?     | ?      |
| 1949/50 | CO Roubaix-Tourcoing    | Francja | Division 1 | 31    | 0      |
| 1950/51 | CO Roubaix-Tourcoing    | Francja | Division 1 | 33    | 0      |
| 1951/52 | CO Roubaix-Tourcoing    | Francja | Division 1 | 32    | 1      |
| 1952/53 | CO Roubaix-Tourcoing    | Francja | Division 1 | 34    | 0      |
| 1953/54 | AS Monaco               | Francja | Division 1 | 31    | 0      |
| 1954/55 | AS Monaco               | Francja | Division 1 | 9     | 1      |
| 1958/59 | RC Lens                 | Francja | Division 1 | ?     | ?      |
| 1959/60 | CO Roubaix-Tourcoing    | Francja | Division 2 | 17    | 0      |

## Kariera reprezentacyjna
W reprezentacji Francji Gianessi zadebiutował 5 października 1952 roku w wygranym 3:1 towarzyskim meczu z RFN. W 1954 roku został powołany do kadry na mistrzostwa świata w Szwajcarii. Na tym turnieju zagrał w dwóch meczach: z Jugosławią (0:1) i z Meksykiem (3:2). Od 1952 do 1954 roku rozegrał w kadrze narodowej 14 meczów.
W 1948 roku Gianessi wystąpił z kadrą olimpijską na igrzyskach olimpijskich w Londynie.
| Mecze i gole w reprezentacji | Mecze i gole w reprezentacji | Mecze i gole w reprezentacji | Mecze i gole w reprezentacji | Mecze i gole w reprezentacji | Mecze i gole w reprezentacji | Mecze i gole w reprezentacji |
| #                            | Data                         | Stadion                      | Rywal                        | Wynik                        | Gol                          | Rozgrywki                    |
| 1952                         | 1952                         | 1952                         | 1952                         | 1952                         | 1952                         | 1952                         |
| ---------------------------- | ---------------------------- | ---------------------------- | ---------------------------- | ---------------------------- | ---------------------------- | ---------------------------- |
| 1.                           | 05.10.1952                   | Paryż, Francja               | RFN                          | 3:1                          | 0                            | towarzyski                   |
| 2.                           | 19.10.1952                   | Wiedeń, Austria              | Austria                      | 2:1                          | 0                            | towarzyski                   |
| 3.                           | 11.11.1952                   | Paryż, Francja               | Irlandia Północna            | 3:1                          | 0                            | towarzyski                   |
| 4.                           | 16.11.1952                   | Dublin, Irlandia             | Irlandia                     | 1:1                          | 0                            | towarzyski                   |
| 5.                           | 25.12.1952                   | Paryż, Francja               | Belgia                       | 0:1                          | 0                            | towarzyski                   |
| 1953                         |                              |                              |                              |                              |                              |                              |
| 6.                           | 14.05.1953                   | Paryż, Francja               | Walia                        | 6:1                          | 0                            | towarzyski                   |
| 7.                           | 11.06.1953                   | Sztokholm, Szwecja           | Szwecja                      | 0:1                          | 0                            | towarzyski                   |
| 8.                           | 20.09.1953                   | Luksemburg, Luksemburg       | Luksemburg                   | 6:1                          | 0                            | el. MŚ 1954                  |
| 9.                           | 04.10.1953                   | Dublin, Irlandia             | Irlandia                     | 5:3                          | 0                            | el. MŚ 1954                  |
| 10.                          | 11.11.1953                   | Paryż, Francja               | Szwajcaria                   | 2:4                          | 0                            | towarzyski                   |
| 11.                          | 25.11.1953                   | Paryż, Francja               | Irlandia                     | 1:0                          | 0                            | el. MŚ 1954                  |
| 1954                         |                              |                              |                              |                              |                              |                              |
| 12.                          | 11.04.1954                   | Paryż, Francja               | Włochy                       | 1:3                          | 0                            | towarzyski                   |
| 13.                          | 16.06.1954                   | Lozanna, Szwajcaria          | Jugosławia                   | 0:1                          | 0                            | MŚ 1958                      |
| 14.                          | 19.06.1954                   | Genewa, Szwajcaria           | Meksyk                       | 3:2                          | 0                            | MŚ 1958                      |